# Josep Maria Ordeig i Malagón
Josep Maria Ordeig i Malagón, conegut esportivament com Mia Ordeig, (Vic, 6 de març de 1981) és un exjugador i entrenador d'hoquei sobre patins català, que jugà en la posició de defensa a la dècada de 2000 i 2010.
Format al Club Patí Vic, després de set temporades al FC Barcelona, l'estiu de 2013 decidí fitxar per l'equip d'origen. L'any 2018, després de cinc temporades al club vigatà, fitxà pel CP Voltregà. En aquest club osonenc hi jugà dues temporades fins que l'any 2020 decidí retirar-se.
Ha estat internacional per la selecció catalana. És fill del també jugador i entrenador Josep Maria Catxo Ordeig.

## Palmarès

### CP Vic
- 2 Copes del Rei / Copes espanyoles (1999, 2015)
- 1 Copa de la CERS (2000/01)
- 1 Copa Intercontinental (2016)

### FC Barcelona
- 3 Copes d'Europa (2006/07, 2007/08, 2009/10)
- 1 Copa Intercontinental (2008)
- 3 Copes Continentals (2005/06, 2006/07, 2007/08)
- 1 Supercopa espanyola (2006/07)
- 4 OK Lligues / Lligues espanyoles (2006/07, 2007/08, 2008/09, 2009/10)
- 3 Copes del Rei / Copes espanyoles (2005, 2007, 2011)

### Selecció catalana
- 1 Golden Cup (2010)
- 1 Copa Amèrica (2010)

### Selecció espanyola
- 4 Campionats del Món "A" (2005, 2007, 2009, 2011)
- 4 Campionats d'Europa (2004, 2006, 2008, 2010)
- 2 Copa de les Nacions (2005, 2007)